# 小幡車站
小幡車站（日语：／ Obata eki */?）是位於愛知縣名古屋市守山區小幡南1丁目，為名鐵瀨戶線的車站。本站於2000年入選中部車站百選（第二回）。

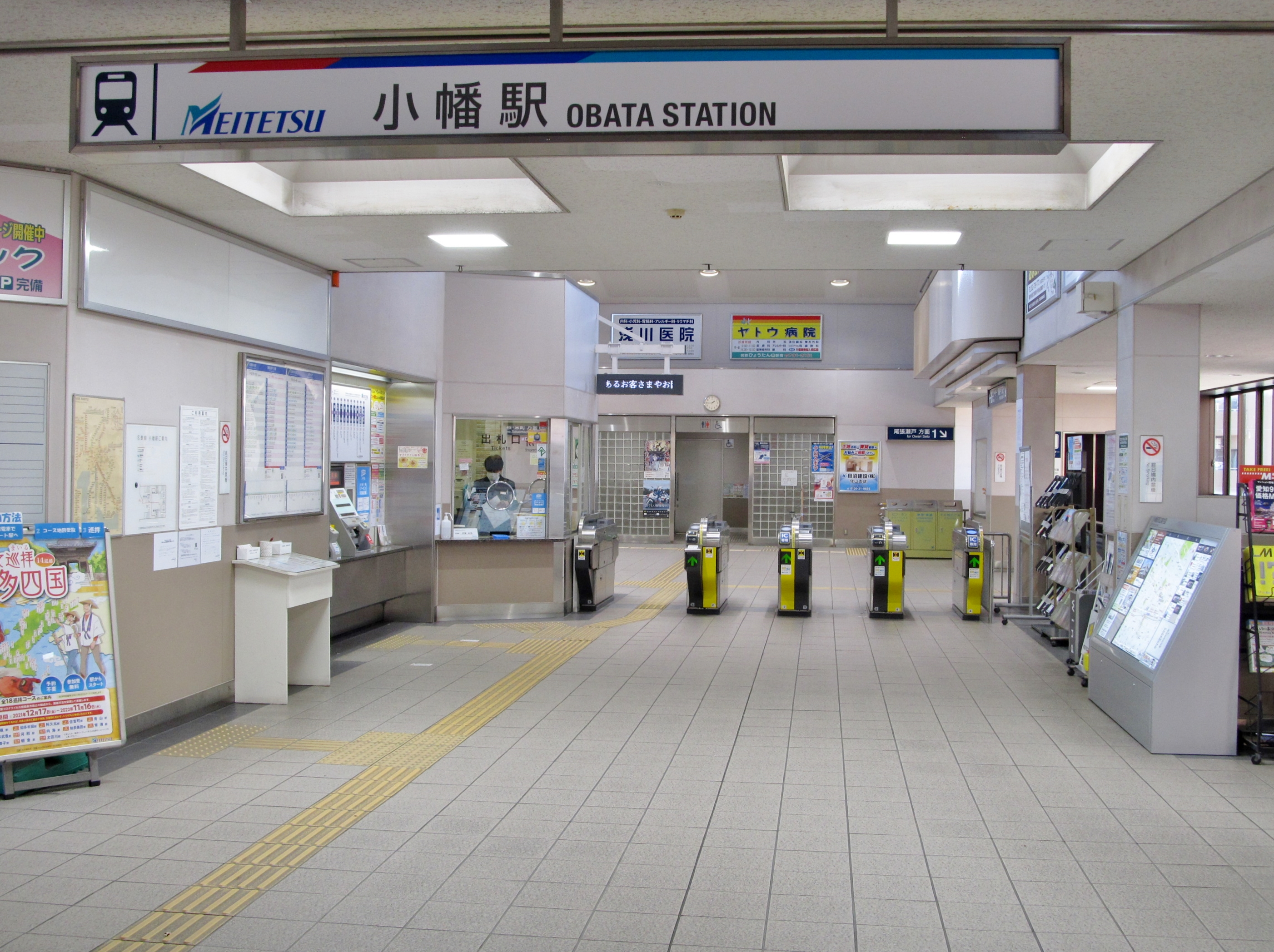
驗票口(2022年3月)

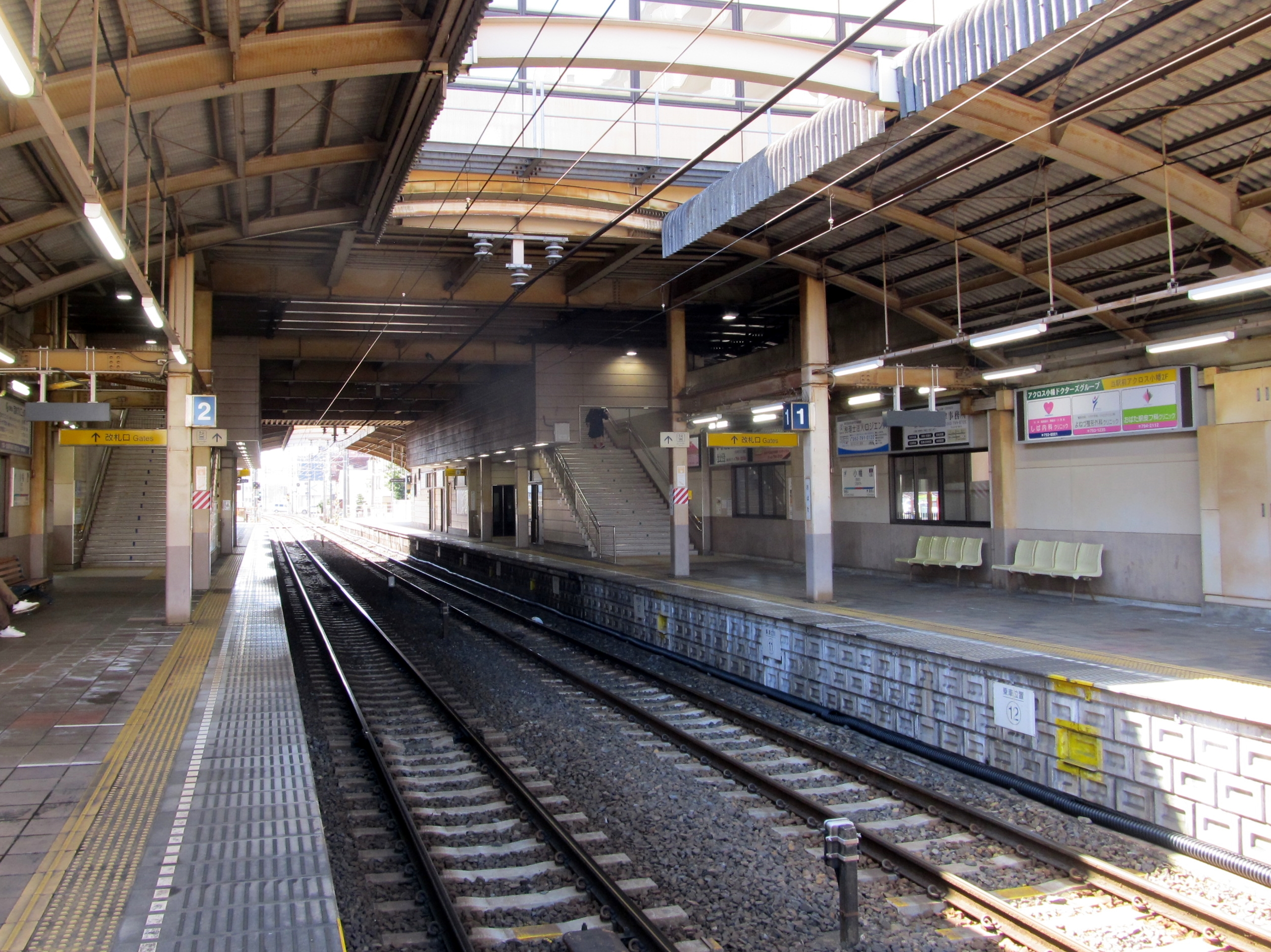
月台(2022年3月)

## 車站結構

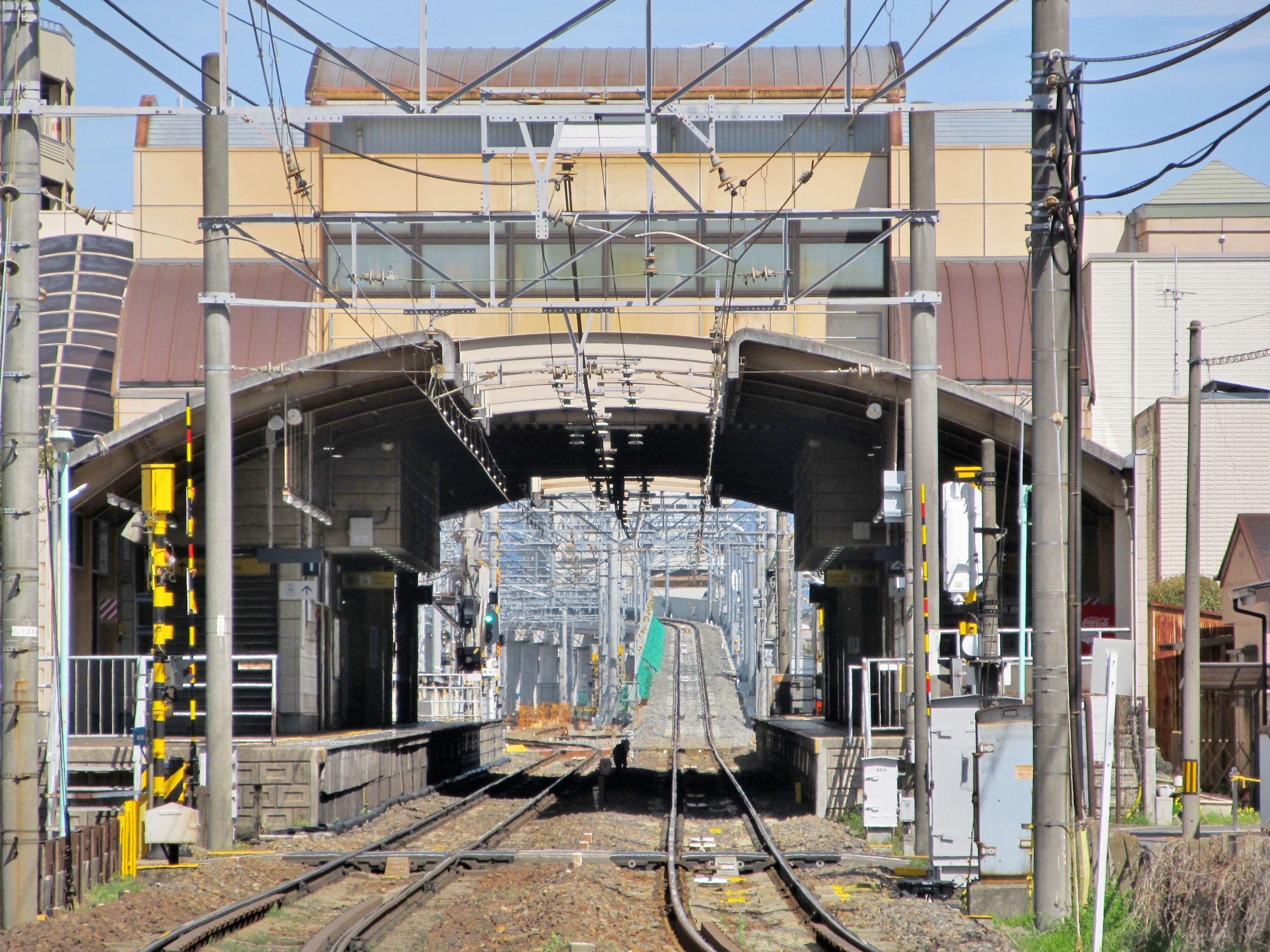
月台全景(2022年3月)

本站為2面2線側式月台之跨站式站房。

### 月台配置
| 月台 | 路線   | 方向 | 目的地               |
| ---- | ------ | ---- | -------------------- |
| 1    | 瀨戶線 | 下行 | 尾張旭、尾張瀨戶方向 |
| 2    | 瀨戶線 | 上行 | 大曾根、榮町方向     |

### 配線圖
| ← 尾張瀨戶方向  | 小幡站 構內配線略圖 | → 大曾根、 榮町方向 |
| 图例 参考文献： |                     |                     |

## 相鄰車站
名古屋鐵道
 瀨戶線
■急行、■準急（準急自此站以東各站停車）
大曾根（ST06）－小幡（ST10）－喜多山（ST11）
■普通
瓢簞山（ST09）－小幡（ST10）－喜多山（ST11）

## 外部連結
- 小幡 - 名古屋鐵道